# Telelog (Telegraf)
Telelog bezeichnet einen einfachen elektrischen Telegrafen, der 1877 als „Ackermann's Telelog“ bekannt wurde.
Der Telegrafentechniker W.Fein in Stuttgart fertigte das Gerät nach den Angaben des Leutnants H. Ackermann vom Badischen Fußartillerie-Regiment Nr. 14, ein Regiment des XIV. Armee-Korps (Deutsches Kaiserreich). Zweck dieses Telegrafen war die Feuerleitung und Verständigung entfernter Fußartillerie und den vorgeschobenen Beobachtern, die der Geschützbatterien die nötigen Hinweise zur schnelleren Einrichtung und effektiven Beschießung der Ziele geben sollten.

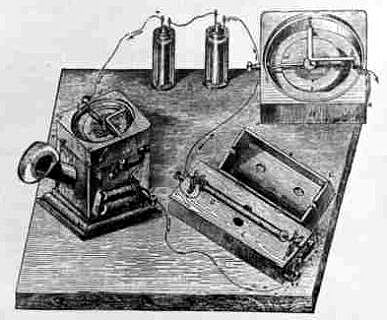
Der Sprechapparat von Philipp Reis aus den 1860er Jahren

 Bereits ab 1839 waren Zeigertelegrafen bekannt. Der Pantelegraph ermöglichte seit 1855 die Übermittlung von Bildinformationen.  1844 realisierte Innocenzo Manzetti die erste Sprachübertragung und Alexander Graham Bell hatte 1876 sein Patent auf das Telefon als Fernsprechapparat erhalten. Das Telelog bestand aus den Haupteinheiten „Sprechapparat, Leitungskabel und der galvanischen Batterie“. Die Bezeichnung Sprechapparat ist allerdings irreführend, weil aus der näheren Beschreibung hervorgeht, dass es sich um einen Kontaktgeber handelte, der in der Funktion einer Morsetaste gleichkam. Als Empfänger diente als „Läutewerk“ eine elektrische Klingel. Zur Übermittlung der Informationen wurden vereinbarte Signale genutzt und von den Posten notiert. Die galvanische Batterie bestand aus 20 Elementen in einem Kasten mit entsprechenden Fächern. Die Fächer enthielten am Boden jeweils eine Kupferschale, die mit Kupfervitriol gefüllt wurde. Den Gegenpol bildeten  Zinkzylinder, die am Holzdeckel festgeschraubt waren. Als Füllung diente 25-prozentige Bittersalzlösung.